# Condé-en-Normandie
Condé-en-Normandie is een gemeente in het Franse departement Calvados in de regio Normandië. De gemeente telde op 1 januari 2022 6.018 inwoners en maakt deel uit van het arrondissement Vire.

## Geschiedenis
De commune nouvelle ontstond op 1 januari 2016 door de fusie van de gemeenten La Chapelle-Engerbold, Condé-sur-Noireau, Lénault, Proussy, Saint-Germain-du-Crioult en Saint-Pierre-la-Vieille. Condé-sur-Noireau werd de hoofdplaats van de gemeente.

## Geografie
De oppervlakte van Condé-en-Normandie bedroeg op 1 januari 2022 62,98 vierkante kilometer; de bevolkingsdichtheid was toen 95,6 inwoners per km².
De onderstaande kaart toont de ligging van Condé-en-Normandie met de belangrijkste infrastructuur en aangrenzende gemeenten.

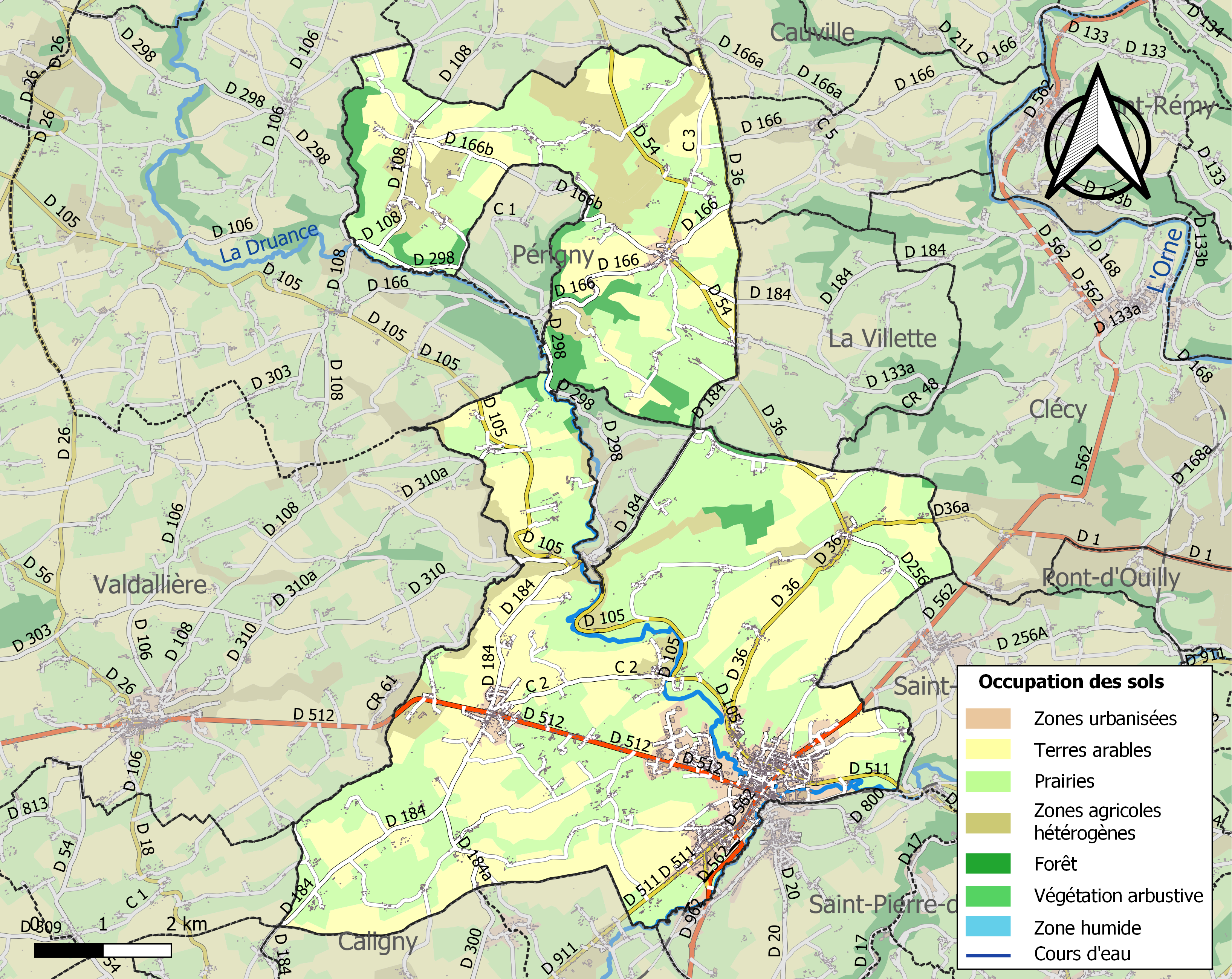